# Bruce Lee (videogioco)
Bruce Lee è un videogioco disegnato da Ron J. Fortier, con grafica di Kelly Day e musica di John A. Fitzpatrick. È stato originariamente programmato per Atari 8-bit e subito dopo per Commodore 64 e pubblicato dalla Datasoft nel 1984. Fu successivamente convertito per ZX Spectrum e Amstrad CPC e pubblicato dalla U.S. Gold nello stesso anno. Una versione per MSX fu invece pubblicata nel 1985 dalla Comptiq.
L'anno successivo la Datasoft sviluppò e pubblicò Zorro, che ha diverse somiglianze con Bruce Lee.

## Modalità di gioco
Il videogioco è un ibrido fra un videogioco a piattaforme e un picchiaduro, nel quale il giocatore controlla Bruce Lee. Questi è impegnato in una missione nella quale, avanzando di livello in livello all'interno di un palazzo orientale nemico e relativi sotterranei, si troverà ad affrontare un terribile stregone. Il gioco è composto da venti livelli, ognuno corrispondente ad una schermata di gioco con scale e piattaforme, nel quale il giocatore deve raccogliere delle lanterne sospese in aria. 
Ogni livello è guardato da due nemici: il ninja che attacca con la spada e lo yamo che invece affronterà il giocatore con calci e pugni. I due possono essere colpiti dal giocatore o anche essere uccisi dalle stesse trappole che minacciano il giocatore, ma ricompaiono sempre poco dopo. Oltre a correre orizzontalmente, saltare, abbassarsi e arrampicarsi, Bruce può combattere con calci volanti e pugni da fermo. Si può colpire un nemico anche cadendogli in testa dall'alto.
Nella modalità multigiocatore, i due giocatori possono controllare Bruce Lee in modo alternato, oppure possono giocare contemporaneamente, e il secondo giocatore controlla Yamo. In questo caso è possibile giocare sia competitivamente, sia cooperativamente. Yamo può fare le stesse cose che fa Bruce, tranne prendere le lempade e abbassarsi. In modalità cooperativa solo Bruce ha vite limitate, e ogni volta che ne perde una i ruoli si invertono, con il giocatore che controllava Bruce che controlla Yamo e viceversa.
Man mano che si progredisce nei livelli, i pericoli e le difficoltà aumentano, fino al ventesimo livello, in cui Bruce Lee deve affrontare lo stregone.